# 单色芋螺
单色芋螺（学名：Conus conocolor），是新腹足目芋螺科芋螺属的一种。主要分布于中国大陆，常栖息在低潮线下。